# Эванс, Ларри
Ла́рри Ме́львин Э́ванс (англ. Larry Melvyn Evans; 22 марта 1932, Нью-Йорк — 15 ноября 2010, Рино) — американский шахматист; гроссмейстер (1957). Шахматный литератор.

## Шахматная карьера
Первых шахматных успехов добился в конце 1940-х годов: юношеское первенство США (1949) — 1-2-е (с А. Бисгайером); открытый чемпионат США (1949) — 3-е места. В составе команды США участник Олимпиады 1950 — 1-е место на 6-й доске (9 очков из 10). 4-кратный чемпион США (1951, 1961/1962, 1968 и 1980). Победитель открытых чемпионатов США (1951, 1952, 1954 и 1971) и Канады (1956 и 1968). В 1962 выиграл матч у У. Ломбарди — 5½ : 4½. В 1964 участник межзонального турнира в Амстердаме — 14-е места.
Лучшие результаты в других международных соревнованиях: Голливуд (1954) — 2-е; Буэнос-Айрес (1960) — 4-7-е; Венеция (1967) — 2-3-е; Портиман (1975) — 1-е места.

## Литературная деятельность
Автор и соавтор свыше 20 шахматных книг, причем первой (опубликованной в восемнадцатилетнем возрасте) была книга «Лучшие партии Давида Бронштейна, 1944-1949» (David Bronstein's Best Games of Chess, 1944–1949).

## Изменения рейтинга
| Графики недоступны из-за технических проблем. См. информацию на Фабрикаторе и на mediawiki.org. |